# 阿法纳西·费奥多罗维奇·舍斯塔科夫
阿法纳西·费奥多罗维奇·舍斯塔科夫（俄语：Афанасий Федотович Шестаков，1677年—1730年），一作阿法纳西·伊凡诺维奇·舍斯塔科夫（Афанасий Иванович Шестаков），是俄罗斯的一个极地探险家，曾对楚科奇半岛进行探险。
舍斯塔科夫是一名哥萨克，他住在雅库提亚（今萨哈共和国一带）。1726年，舍斯塔科夫访问了圣彼得堡，俄罗斯沙皇彼得一世允许他发起一场对付西伯利亚东北部原住民的探险。彼得一世派出了一支由德米特里·伊凡诺维奇·帕夫卢茨基率领的军队支援舍斯塔科夫。然而，舍斯塔科夫与帕夫卢茨基在雅库茨克发生了争执，舍斯塔科夫率领一小队士兵出发，遭到楚科奇人的围攻，大败被杀。